# Szolnoki MÁV FC
El Szolnoki Magyar Államvasutak Futball Club (en español: Club de Fútbol de los Ferrocarriles Estatales Húngaros de Szolnok), es un equipo de fútbol de Hungría que juega en la NB2, segunda división de fútbol en el país.

## Historia
Fue fundado el 11 de mayo de 1910 en la ciudad de Szolnok como un club multideportivo con secciones en deportes como baloncesto, atletismo, esgrima, boxeo, lucha, halterofilia, sumo y boliche. 
El mejor periodo que ha tenido el club ha sido durante la Segunda Guerra Mundial, en el club jugó por varias temporadas en la NB1 y ganó la Copa de Hungría en la temporada 1940/41.

## Palmarés
- NB2: 1

2009/10
- Copa de Hungría: 1

1940/41